# Герцог Візеуський

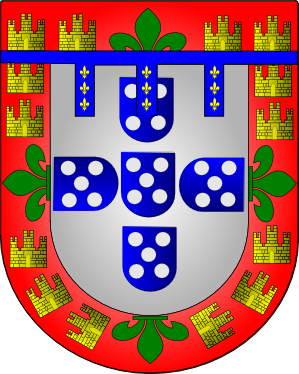
Герб герцогів Візеуських

Ге́рцог Візе́уський (порт. Duque de Viseu) — шляхетний титул у Португальському королівстві. Один з найстаріших у країні. Заснований 1415 року португальським королем Жуаном I для свого третього сина, інфанта Енріке, після здобуття Сеути. Назва титулу походить від португальського міста Візеу. Після смерті Енріке, який не залишив законного спадкоємця, титул перейшов до його небожа, інфанта Фернанду, що вже мав титул герцога безького. Відтоді титул візеуського герцога став спадковим титулом, що асоціювався із Безьким герцогством. Коли 1495 року наймолодший син Фернанду став португальським королем Мануелом I, титул герцога Візеуського був інкорпорований до корони, й надався винятково португальським інфантам.

## Герцоги
- 1415—1460: Енріке Мореплавець, інфант, син короля Жуана I.
- 1460—1470: Фернанду, інфант, син короля Дуарте.

## Герцогині
за правом шлюбу
- 1447—1496: Беатриса, дружина Фернанду.

за правом народження
- 1521—1577: Марія, інфанта, донька короля Мануела І.